# 18 أبريل
- السبت
- الأحد
- الاثنين
- الثلاثاء
- الأربعاء
- الخميس
- الجمعة

- 2929 رمضان 1446  هـ
- 301 شوال 1446  هـ
- 312 شوال 1446  هـ
- 13 شوال 1446  هـ
- 24 شوال 1446  هـ
- 35 شوال 1446  هـ
- 46 شوال 1446  هـ
- 57 شوال 1446  هـ
- 68 شوال 1446  هـ
- 79 شوال 1446  هـ
- 810 شوال 1446  هـ
- 911 شوال 1446  هـ
- 1012 شوال 1446  هـ
- 1113 شوال 1446  هـ
- 1214 شوال 1446  هـ
- 1315 شوال 1446  هـ
- 1416 شوال 1446  هـ
- 1517 شوال 1446  هـ
- 1618 شوال 1446  هـ
- 1719 شوال 1446  هـ
- 1820 شوال 1446  هـ
- 1921 شوال 1446  هـ
- 2022 شوال 1446  هـ
- 2123 شوال 1446  هـ
- 2224 شوال 1446  هـ
- 2325 شوال 1446  هـ
- 2426 شوال 1446  هـ
- 2527 شوال 1446  هـ
- 2628 شوال 1446  هـ
- 2729 شوال 1446  هـ
- 2830 شوال 1446  هـ
- 291 ذو القعدة 1446  هـ
- 302 ذو القعدة 1446  هـ
- 13 ذو القعدة 1446  هـ
- 24 ذو القعدة 1446  هـ

18 أبريل أو 18 نيسان أو يوم 18 \ 4 (اليوم الثامن عشر من الشهر الرابع) هو اليوم الثامن بعد المئة (108) من السنة البسيطة، أو اليوم التاسع بعد المئة (109) من السنوات الكبيسة وفقًا للتقويم الميلادي الغربي (الغريغوري). يبقى بعده 257 يوما لانتهاء السنة.

## أحداث
- 1855 - حاكم مصر محمد سعيد باشا يقرر إنشاء مجلس تجار مختلط من المصريين والأجانب، وقد تسرب من هذا المجلس القانون الأجنبي ليحل محل المعاملات في الشريعة الإسلامية.
- 1872 - افتتاح أبواب أول كنيسة مسيحية بناها اليابانيون في يوكوهاما.
- 1888 - صدور العدد الأول من جريدة المقطم في القاهرة.
- 1906 - زلزال بقوة 8.25 درجات على مقياس ريختر في سان فرانسيسكو يسبب حريق ودمار وأدى إلى وفاة حوالي 3000 شخص.
- 1915 - سقوط طائرة الطيار الفرنسي رولان غاروس، وأخذه أسيرًا لدى الألمان وذلك أثناء الحرب العالمية الأولى.
- 1919 - إنشاء عصبة الأمم وفق اتفاقية وقعها الحلفاء المنتصرون في الحرب العالمية الأولى.
- 1942 - القوات الأمريكية تشن غارات على طوكيو وناغويا ومدن يابانية أخرى أثناء الحرب العالمية الثانية.
- 1943 - مقتل الأدميرال إيسوروكو ياماموتو عندما أسقطت طائرات القوات الجوية الأمريكية طائرته فوق جزيرة بوغانفيل.
- 1955 - انعقاد مؤتمر باندونغ في إندونيسيا بحضور وفود 29 دولة أفريقية وآسيوية، واستمر المؤتمر لمدة ستة أيام، وكان النواة الأولى لنشأة حركة عدم الانحياز.
- 1960 - استقلال طنجة وضمها إلى المغرب.
- 1978 - طائرة فيكرز فيسكاونت تصبح أول طائرة ركاب تعمل بمحرك مروحة توربينية لأكثر من 25 عامًا.
- 1980 - تأسيس جمهورية زيمبابوي.
- 1983 - تفجير سفارة الولايات المتحدة في بيروت، ومصرع جميع العاملين فيها والبالغ عددهم 63 شخصًا.
- 1993 - طائرات القوات الجوية الأمريكية تهاجم قواعد رادار عراقية.
- 1994 - السلطات اللبنانية تلقي القبض على قائد القوات اللبنانية سمير جعجع.
- 1996 - قصف إسرائيلي لموقع لقوات الأمم المتحدة في بلدة قانا جنوب لبنان، يؤدي إلى مقتل 102 من المدنيين اللبنانيين كانوا قد لجؤوا إلى المقر هربًا من القصف الإسرائيلي في العملية التي شنت على لبنان تحت اسم عناقيد الغضب.
- 2005 - وفاة النائب اللبناني باسل فليحان متأثرًا بجروحه التي أصيب بها في حادث اغتيال رئيس الوزراء الأسبق رفيق الحريري في 14 فبراير.
- 2014 - فوز رئيس الجمهورية الجزائرية عبد العزيز بوتفليقة بولاية رئاسية رابعة، بعد نيله 81.53 بالمائة من أصوات الناخبين في الانتخابات الرئاسية التي جرت في 17 أبريل.
- 2015 - بعد 18 عاما من إعادة بنائها، وبعد 236 عاما من رحلتها، سفينة إرميون الفرنسية تبحر نحو الولايات المتحدة للمشاركة بيوم الاستقلال الأمريكي.
- 2020 - مقتل 23 شخصًا وإصابة ثلاثة آخرين في سلسلة عمليات إطلاق نار استمرت حتى 19 أبريل، نُفِذت من قبل شخص واحد في 16 موقعًا في مقاطعة نوفا سكوشا الكندية.

## مواليد
- 1480 - لوكريسيا بورجيا، ابنة إسكندر السادس.
- 1503 - هنري الثاني ملك نافار.
- 1580 - توماس ميدلتون، كاتب مسرحي وشاعر إنجليزي.
- 1590 - السلطان أحمد الأول، سلطان عثماني.
- 1925 - عبد الودود شلبي، عالم دين مصري.
- 1946 - عبد العزيز المنصور العرفج، مخرج كويتي.
- 1947 - جيمس وودز، ممثل أمريكي.
- 1960 - كريستوفر ستيفنز، دبلوماسي أمريكي.
- 1963 - كونان أوبراين، إعلامي أمريكي.
- 1967 - ماريا بيلو، ممثلة أمريكية.
- 1969 - ساياكو كورودا، أميرة يابانية.
- 1970 - سعد الدين الحريري، رئيس وزراء لبناني.
- 1978 - جراح عبد اللطيف، لاعب كرة قدم كويتي.
- 1979 - ماثيو أبسون، لاعب كرة قدم إنجليزي.
- 1984 - أمريكا فيرارا، ممثلة أمريكية.
- 1985 -
  - أحمد الخميس، ممثل كويتي.
  - لوكاس فابيانسكي، لاعب كرة قدم بولندي.
- 1987 - داني غوثري، لاعب كرة قدم إنجليزي.
- 1994 - مويسيس أرياس، ممثل أمريكي.
- 1995 - ديفوك اوريغي ، لاعب كرة قدم بلجيكي

## وفيات
- 796 - هشام بن عبد الرحمن، أحد خلفاء الدولة الأموية في الأندلس.
- 1873 - يوستوس فون ليبيغ، عالم كيمياء ألماني.
- 1940 - محمد طاهر الأتاسي، فقيه حنفي وقاضي شرعي وشاعر سوري.
- 1945 - جون أمبروز فلمنج، عالم فيزياء ومهندس إنجليزي.
- 1955 - ألبرت أينشتاين، عالم فيزياء نظرية وهوَ أمريكي/سويسري الجِنسية من أصل ألماني وَحاصل على جائزة نوبل في الفيزياء عام 1921.
- 1988 - أنتونين بوتش، لاعب كرة قدم تشيكوسلوفاكي.
- 1994 - عزيزة حلمي، ممثلة مصرية.
- 2003 - إدجار كود، عالم بريطاني في علم الحاسوب.
- 2005 - باسل فليحان، سياسي واقتصادي لبناني.
- 2007 - أندري كفاشناك، لاعب كرة قدم تشيكي.
- 2009 - حسن عريبي، مغني وملحن ليبي.
- 2021 - عبد الله الناوري، روائي وضابط شرطة إماراتي.
- 2025 - سليمان عيد، ممثل مصري.

## أعياد ومناسبات
- عيد الاستقلال في زيمبابوي.
- عيد الجيش في إيران.
- عيد قوات الأمن الداخلي في تونس.

## وصلات خارجية
- وكالة الأنباء القطريَّة: حدث في مثل هذا اليوم.
- النيويورك تايمز: حدث في مثل هذا اليوم.
- BBC: حدث في مثل هذا اليوم.